# Монкотур (Вьенна)
Монконтур (французское произношение: [mɔkɔtuʁ]) — коммуна в департаменте Вьенна региона Новая Аквитания на западе Франции, место битвы при Монконтуре в 1569 году.
Здесь 21 января 1935 года родился композитор Раймонд Вайллант.

## География
Монконтур расположен в северной части департамента Вьенна, на границе департамента Де-Севр, находится в 18 км от городов Лудён и Туар, в 50 км от Сомюра и Пуатье. В городе доминирует его нижняя часть, через которую проходит р. Дайв (Dive). Переулки выложены старинными домами. Они поднимаются на холм, где в погребах выращивают консервированные грибы.
С 1973 года общинная территория состоит из двух несвязанных образований. Основной ансамбль, образованный Мессе, Монкотуром и Узилли-Виньоль, отделен от анклава Сен-Шартр, дальше на юг, коммуной Марн.
Коммуна находится недалеко от регионального природного парка Луар-Анжу-Турен.